# Chronocerastes otakauensis
Chronocerastes otakauensis är en mossdjursart som först beskrevs av Brown 1952.  Chronocerastes otakauensis ingår i släktet Chronocerastes och familjen Microporellidae. Inga underarter finns listade i Catalogue of Life.